# Bielefelder Volksbank
Die Bielefelder Volksbank eG war eine regionale Genossenschaftsbank mit Sitz in Bielefeld.
Durch die Fusion der Volksbank Bielefeld eG mit der Volksbank Brackwede eG entstand durch Eintragung im Genossenschaftsregister am 4. August 2008 die Bielefelder Volksbank eG. Die Bank war in Bielefeld und Schloß Holte-Stukenbrock mit 22 Geschäftsstellen vertreten. Am 22. Mai 2014 wurde die Bielefelder Volksbank mit der Volksbank Gütersloh zur Volksbank Bielefeld-Gütersloh eG verschmolzen.

## Organisationsstruktur
Die wichtigsten Organe der Bielefelder Volksbank eG waren der Vorstand, der Aufsichtsrat und die Vertreterversammlung. Alle 37.206 Mitglieder hatten in regelmäßigen Abständen die Möglichkeit, ihre Vertreter zu wählen.

## Geschäftsausrichtung
Die Bielefelder Volksbank eG betrieb als Genossenschaftsbank das Universalbankgeschäft.